# Regiunea Cernăuți
Cernăuți (în ucraineană Чернівецька область, transliterat: Cernivețka oblast') este o regiune din vestul Ucrainei. Capitala sa este orașul Cernăuți.

## Demografie

### Numărul populației la 1 ianuarie
| 2013     | 2014     | 2015     |
| -------- | -------- | -------- |
| ▲907.163 | ▲908.508 | ▲909.965 |

- Sursă:[2]

### Structura etnico-lingvistică
Componența lingvistică a regiunii Cernăuți
     Ucraineană (75,57%)
     Română (18,64%)
     Rusă (5,27%)
     Poloneză (0,3%)
     Bielorușă (0,2%)
     Ebraică (0,2%)
     Germană (0,1%)
     Alte limbi (0,26%)
Conform recensământului din 2001, majoritatea populației regiunii Cernăuți era vorbitoare de ucraineană (75,57%), existând în minoritate și vorbitori de română (18,64%) și rusă (5,27%).
Populația numără 919.000 de locuitori, fiind grupată mai ales în mediul rural (60 %). Regiunea este multinațională, incluzând 70 de naționalități: 75% din locuitori sunt ucraineni, 20% români și implicit moldoveni, 4% ruși, celelalte etnii (polonezi, evrei, ș.a.) – 1%.
Românii sunt majoritari în raioanele:
- Herța – 94% din 32,2 mii
- Noua Suliță – 64% din 87,5 mii
- Adâncata – 51% din 72,7 mii

și prezenți în număr mare în raionul:
- Storojineț – 37% din 95,3 mii

După Masacrul de la Fântâna-Albă de la 1 aprilie 1941, numeroși români au plecat înspre Basarabia și regiunea a fost intens depopulată. În ultima vreme s-a pronunțat o accentuare a numărului de etnici ucraineni veniți pentru a coloniza această zonă, deși regiunea Cernăuți are o populație mult mai mică decât regiunile înconjurătoare.
Ucrainenii sunt majoritari în celelalte raioane, inclusiv în orașul Cernăuți unde reprezintă 80% din populație.
Ucraineană este singura limbă oficială în întreaga regiune.
Potrivit Serviciului de Stat de Statistică al Ucrainei, în anul școlar 2023/24, în regiunea Cernăuți au urmat învățământul secundar general 105.874 de elevi, dintre care 93.134 (87,97%) au studiat în clase de limba ucraineană și 12.740 (12,03%) în clase de limba română. Dintre cei 48.486 de elevi din învățământul secundar din instituțiile de învățământ din mediul urban, 47.165 (97,28%) au studiat în limba ucraineană și 1.321 (2,72%) în limba română. Dintre cei 57.388 de elevi din învățământul secundar din instituțiile de învățământ din mediul rural, 45.969 (80,10%) au fost școlarizați în limba ucraineană, iar 11.419 (19,90%) în limba română.

### Populația românilor și moldovenilor (declarați) pe raioane
| Raion                 | Pop. 2001 | % 2001 |
| --------------------- | --------- | ------ |
| Herța                 | 30.310    | 93,80% |
| Noua Suliță           | 56.233    | 64,30% |
| Adâncata              | 37.398    | 51,46% |
| Storojineț            | 35.402    | 37,15% |
| Hotin                 | 5.161     | 7,13%  |
| orașul Cernăuți       | 14.328    | 6,07%  |
| Secureni              | 1.724     | 3,52%  |
| orașul Novodnistrovsk | 128       | 1,23%  |
| Chelmenți             | 502       | 1,03%  |
| Vijnița               | 254       | 0,42%  |
| Cozmeni               | 204       | 0,28%  |
| Zastavna              | 93        | 0,16%  |
| Putila                | 39        | 0,15%  |
| Total                 | 181.780   | 19,78% |

### Hărți demografice

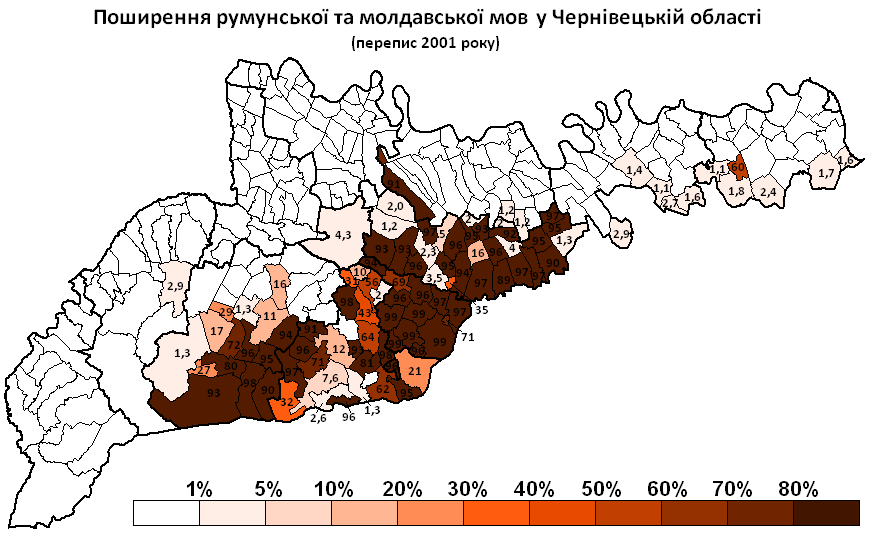
Procentajul vorbitorilor de română după comună.
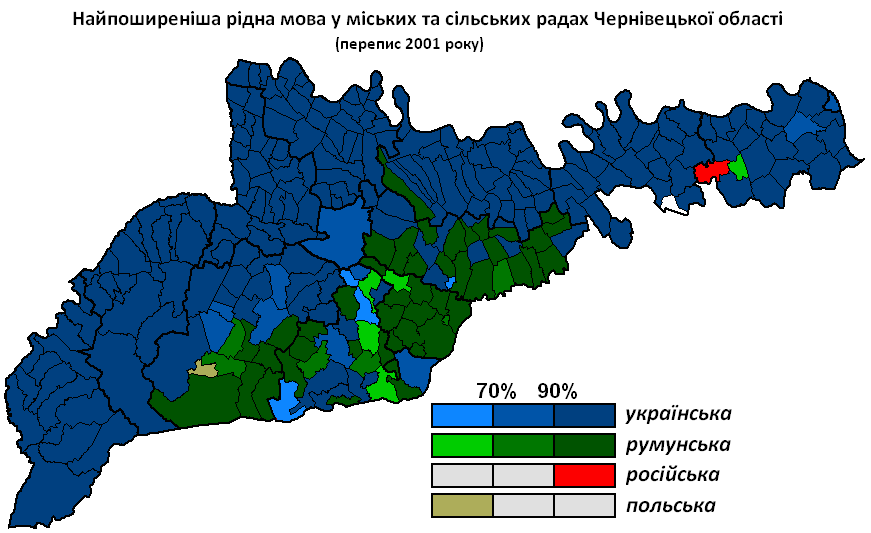
Cea mai răspândită limbă la nivelul comunelor; cu verde: limba română.
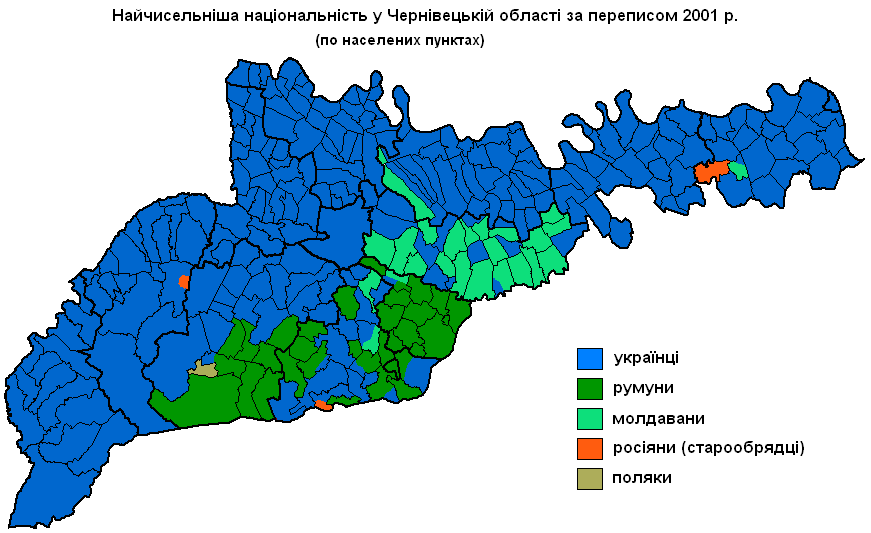
Cele mai mari grupuri etnice, după comună; cu verde: românii (ambele nuanțe).
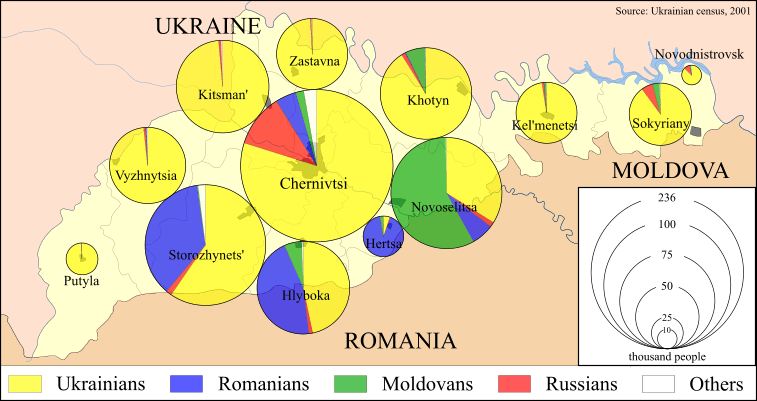
Structura etnică a raioanelor regiunii.
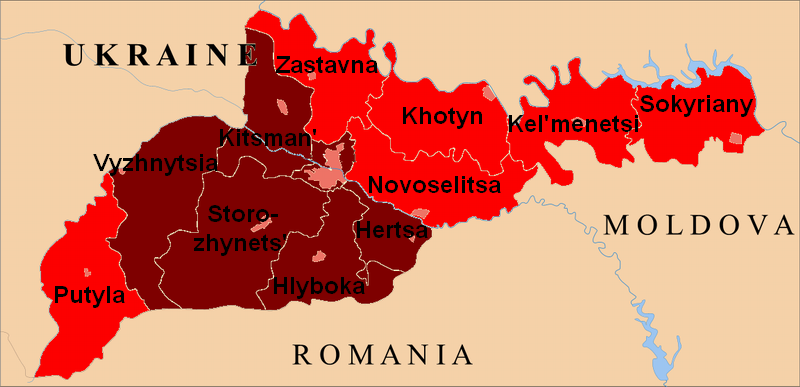
Raioanele cu un număr mai mare de români declarați (roșu închis), decât auto-declarați moldoveni (roșu deschis), și invers.
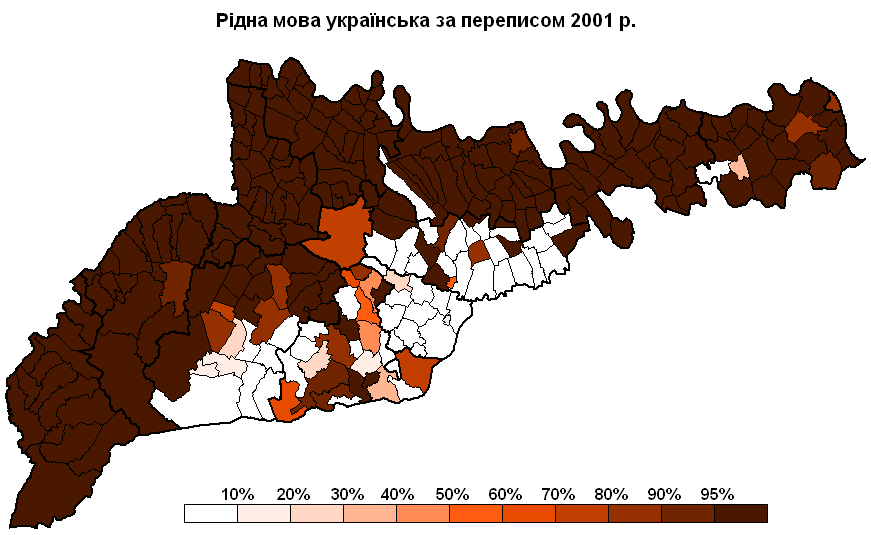
Limba ucraineană, în bază de comună.

## Subdiviziuni
| Raion                 | Suprafață km2 | Populație 2013 | Populație 2014 | Populație 2015 | Densitate |
| --------------------- | ------------- | -------------- | -------------- | -------------- | --------- |
| orașul Cernăuți       | 153           | ▲258.842       | ▲262.129       | ▲264.333       | 1.160     |
| Raionul Storojineț    | 1.160         | ▲98.451        | ▲98.842        | ▲99.341        | 85,6      |
| Raionul Noua Suliță   | 734           | ▼79.718        | ▼79.062        | ▼78.584        | 107,1     |
| Raionul Adâncata      | 673           | ▲73.531        | ▲73.637        | ▲73.938        | 109,8     |
| Raionul Cozmeni       | 607           | ▼70.024        | ▼69.603        | ▼69.400        | 114,3     |
| Raionul Hotin         | 716           | ▼64.009        | ▼63.458        | ▼63.077        | 88,1      |
| Raionul Vijnița       | 903           | ▼55.622        | ▼55.605        | ▲55.705        | 61,7      |
| Raionul Zastavna      | 619           | ▼50.945        | ▼50.595        | ▼50.239        | 81,1      |
| Raionul Secureni      | 661           | ▼44.405        | ▼44.099        | ▼43.803        | 66,3      |
| Raionul Chelmenți     | 670           | ▼42.296        | ▼41.885        | ▼41.482        | 61,9      |
| Raionul Herța         | 316           | ▲32.604        | ▲32.762        | ▲32.921        | 104,2     |
| Raionul Putila        | 884           | ▲25.940        | ▲26.102        | ▲26.224        | 29,7      |
| orașul Novodnistrovsk | 7             | ▲10.776        | ▼10.729        | ▲10.918        | 1.560     |
| Regiunea Cernăuți     | 8.104         | ▲907.163       | ▲908.508       | ▲909.965       | 112,4     |

În 2020 în Ucraina a avut loc o reformă administrativ-teritorială, prin care regiunea Cernăuți a fost divizată în trei raioane.
| Raion                         | Reședința raionului | Suprafață (km2) | Populație, 2020 | Densitate (kmp) |
| ----------------------------- | ------------------- | --------------- | --------------- | --------------- |
| Raionul Cernăuți              | Cernăuți            | 4.101,5         | 655.600         | 159,4           |
| Raionul Nistru (Dnistrovskîi) | Chelmenți           | 2.122,5         | 157.800         | 74,3            |
| Raionul Vijnița               | Vijnița             | 1.882           | 90.700          | 48,8            |
| Regiunea Cernăuți             |                     | 8.104           | 904.100         | 111,6           |

### Localități

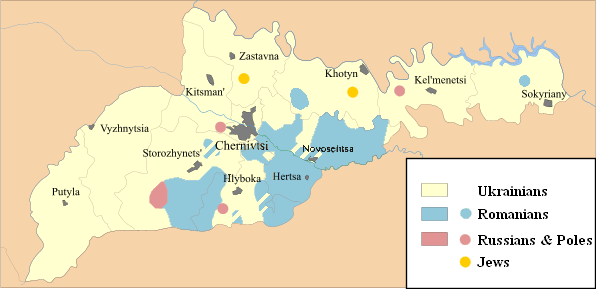
Diviziunea etnică și vechea diviziune administrativă (raioane, din 1996) a regiunii Cernăuți

Până la reformă, regiunea Cernăuți se compunea din 11 raioane și 2 orașe subordonate direct regiunii. În total, regiunea Cernăuți era formată din 11 orașe, 8 orășele și 252 de comune (398 sate). Componentele regiunii Cernăuți erau următoarele:
- Raioane:
  - Raionul Adâncata [9]
    - orășelul Adâncata
    - 24 comune (37 sate): Bahrinești, Carapciu, Ceahor, Cerepcăuți, Corcești, Corovia, Cupca, Dimca, Iordănești, Lucovița, Mihuceni, Molodia, Oprișeni, Petriceni (Camenca), Sinăuții de Sus, Stănești, Stârcea, Suceveni, Tărășeni, Tereblecea (Terebliște), Tureatca, Valea Cosminului, Volcineț, Voloca pe Derelui

- - Raionul Chelmenți [10]
    - orășelul Chelmenți

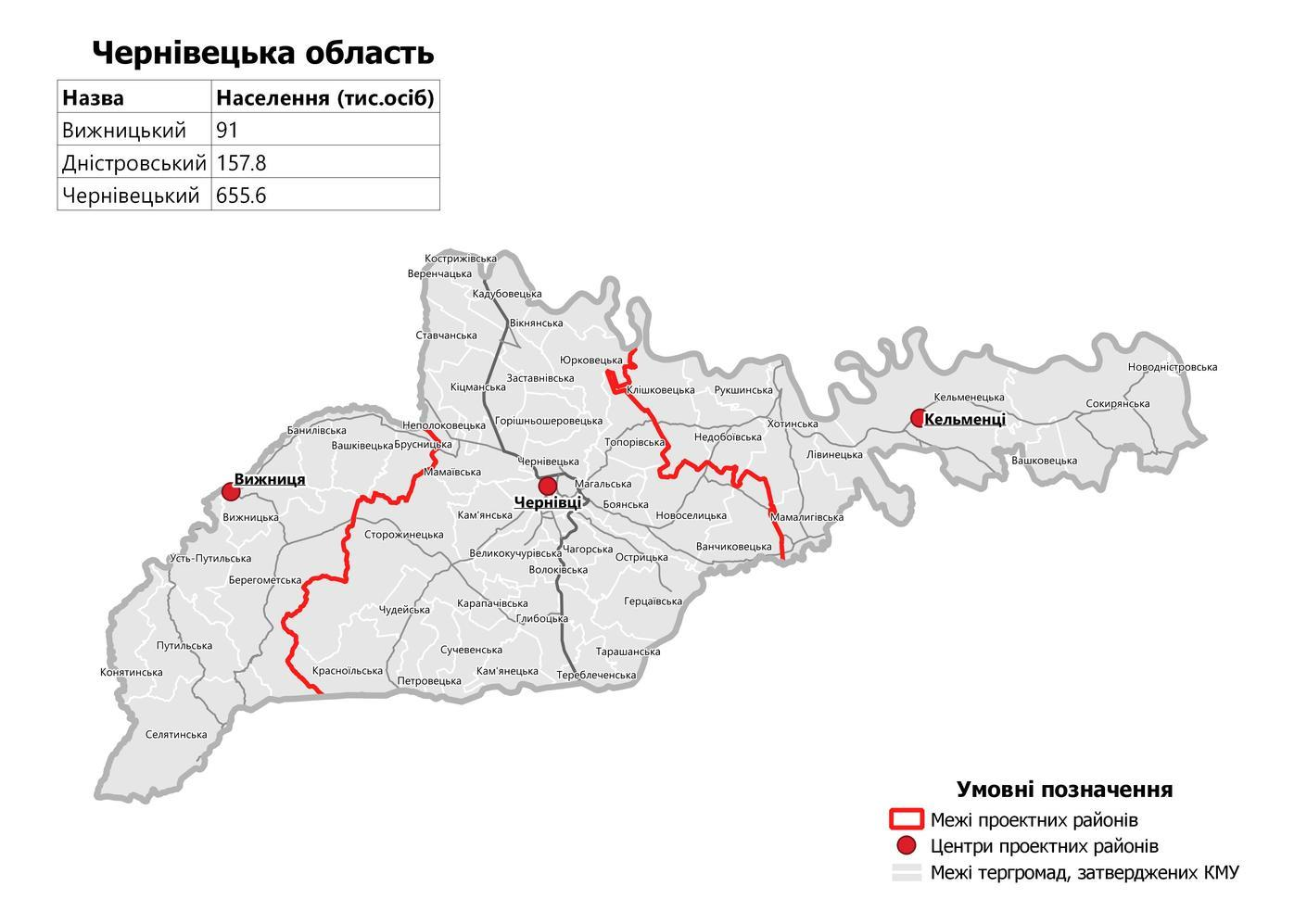
Subdiviziunile noi (demarcate în roșu) ale regiunii, prin reforma din iulie 2020

    - 24 comune (32 sate): Babin, Bârnova, Burdiug, Buzovița, Chișla-Nedjimeni (Oselivca), Chișla-Zamjieva (Podvirivca), Cofa (Conovca), Comarova, Cozăreni, Grușevița, Ianăuți, Lencăuți, Levinți, Lucăceni, Moșaneți, Nelipăuți, Noua Suliță, Percăuți, Resteu-Atachi (Dnistrivca), Rosoșani, Varticăuți, Volcineți, Voronovița, Zelena

  - Raionul Cozmeni [11]
    - orașul Cozmeni
    - orășelele Lujeni și Nepolocăuți
    - 26 comune (43 sate): Berbești, Berhomet, Bila, Borăuți, Chisălău, Clivești, Clivodin, Cotul-Vânători, Davidești, Drăcineț, Dubăuți, Hlinița, Iujineț, Ivancăuți, Lașchiuca, Malatineți, Mămăești, Orășeni, Oșehlib, Stăneștii de Jos, Stăneștii de Sus, Stăuceni, Suhoverca, Șipeniț, Șișcăuți, Valeva
- Raionul Herța [9]
  -     - orașul Herța
    - 13 comune (23 sate): Buda Mare, Culiceni, Godinești, Horbova, Hreațca, Lunca, Mihoreni, Mogoșești, Molnița, Ostrița, Poieni, Târnauca, Țureni

  - Raionul Hotin [10]
    - orașul Hotin
    - 31 comune (38 sate): Atachi, Belăuți, Bocicăuți, Capilauca, Ceponosa, Clișcăuți, Colencăuți, Cristinești, Cruglic, Darabani (Anadol), Dăncăuți, Dolineni,  Gordeuți, Grozinți, Hajdeu de Sus (Iarivca), Malinți, Nedăbăuți, Pășcăuți, Perebicăuți, Poiana, Prigorodoc, Rașcov, Rucșin, Ruhotin, Săncăuți, Stăuceni, Șilăuți, Șirăuții de Sus, Tulbureni (Crutenchi), Vorniceni, Zarojani

  - Raionul Noua Suliță [12]
    - orașul Noua Suliță
    - 30 comune (42 sate): Bălcăuți, Berestea, Boian, Cerlena Mare, Cernăuca, Chișla-Salieva (Podvârna), Costiceni, Coteleu, Dinăuți, Doljoc, Forostna, Lehăcenii Tăutului (Priprutea), Leușenii Tăutului, Mahala, Marșenița, Mălinești, Mămăliga, Nesfoia, Rarancea (Redcăuți), Răchitna, Rângaci, Sânger (Jilivca), Slobozia Rarancei, Stălinești, Stroești, Șendreni (Dranița), Șerbinți, Tărăsăuți, Toporăuți, Vancicăuții Mari

  - Raionul Putila [13]
    - orășelul Putila
    - 13 comune (50 sate): Câmpulung Rusesc (Câmpulung pe Ceremuș), Chiselițeni, Coniatin, Dihtineț, Gura Putilei, Iablonița, Măreniceni, Plosca, Răstoace, Sârghieni, Seletin, Șipotele Sucevei, Zahariceni

  - Raionul Secureni [10]
    - orașul Secureni
    - 21 comune (28 sate): Beleusovca, Cobâlceni, Cormani, Culișcăuți, Grubna, Gvăzdăuți, Lomacineți, Lopativ, Mendicăuți (Alexeevca), Mihăileanca, Moldova (Bratanivca), Ojeva, Romancăuți, Seliștea, Serbiceni, Șebutinți, Șișcăuții Noi, Vasileuți, Vășcăuți, Vitreanca, Voloșcova

  - Raionul Storojineț [9]
    - orașul Storojineț
    - orășelul Crasna-Ilschi (Crasna)
    - 24 comune (36 sate): Bănila pe Siret, Bobești,  Broscăuții Noi, Broscăuții Vechi, Budineț, Camena, Cireș, Ciudei, Comărești, Costești, Crăsnișoara Veche, Cuciurul Mare, Davideni, Igești, Jadova, Mihalcea, Panca, Pătrăuții de Jos, Pătrăuții de Sus, Ropcea, Slobozia Comăreștilor, Sneci, Tișăuți, Trei Movile

  - Raionul Vijnița [13]
    - orașele Vijnița și Vășcăuți
    - orășelul Berhomet pe Siret
    - 14 comune (31 sate): Bahna, Bănila pe Ceremuș, Carapciu pe Ceremuș, Ciornohuzi, Cireșel, Ispas, Lucavăț, Mihova, Milie, Slobozia Bănilei, Șipotele pe Siret, Vijnicioara, Vilaucea, Zamostea

  - Raionul Zastavna [9]
    - orașul Zastavna
    - orășelul Costrijeni
    - 32 comune (37 sate): Babin, Balamutca, Boianceni, Cadobești, Cincău, Crișceatec, Cuciurul Mic, Culeuți, Dobronăuți, Doroșăuți, Horoșăuți, Iurcăuți, Mitcău, Mosoreni, Ocna, Onut, Pârâul Negru, Pohorlăuți, Prelipcea, Răpujineț, Rjavinți, Sămușeni, Șerăuții de Sus, Șubrănești, Tăuteni, Vadul Nistrului (Brodoc), Vasilău, Vaslăuți, Verbăuți, Vrânceni, Zadobruvca, Zvineace

- Orașe:
  - Cernăuți [9]
    - 3 sectoare (raioane): Raionul 1 Mai, Raionul Sadagura și Raionul Șevcenko)

  - Novodnistrovsk [10]

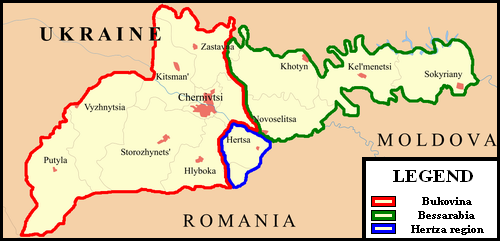
Regiunile istorice din care este alcătuită actuala regiune administrativă Cernăuți: roșu: Bucovina de Nord, albastru: Ținutul Herța, verde: nordul Basarabiei

Din punct de vedere istoric, orașul Novodnistrovsk, raioanele Chelmenți, Hotin și Secureni (în întregime), raionul Noua Suliță (cu excepția comunelor Boian, Cernăuca, Lehăcenii Tăutului, Leușenii Tăutului, Mahala, Rarancea, Slobozia Rarancei și Toporăuți), precum și comunele Balamutca, Rjavinți și fostul sat Onutul-Mic din raionul Zastavna compun partea de nord a fostului județ interbelic Hotin (din nordul Basarabiei). 
Raionul Herța (cu excepția comunelor Ostrița, Poieni și a satelor Țureni și Mamornița), împreună cu comuna Tureatca, cu satul Sinăuții de Jos din raionul Adâncata și cu satul Cotul Boianului din raionul Noua Suliță, compun Ținutul Herța și au făcut parte din fostul județ interbelic Dorohoi. 
Celelalte localități ale regiunii, adică orașul Cernăuți, raioanele Cozmeni, Putila, Storojineț și Vijnița (integral), raionul Adâncata (fără o comună și un sat), raionul Zastavna (fără două comune și o fostă localitate), 8 comune din raionul Noua Suliță și 2 comune și 2 sate din raionul Herța compun Bucovina de Nord. Înainte de 1940, localitățile din Bucovina de Nord alcătuiau județele Cernăuți și Storojineț (integral), precum și circa o jumătate din județul Rădăuți.

## Galerie de imagini

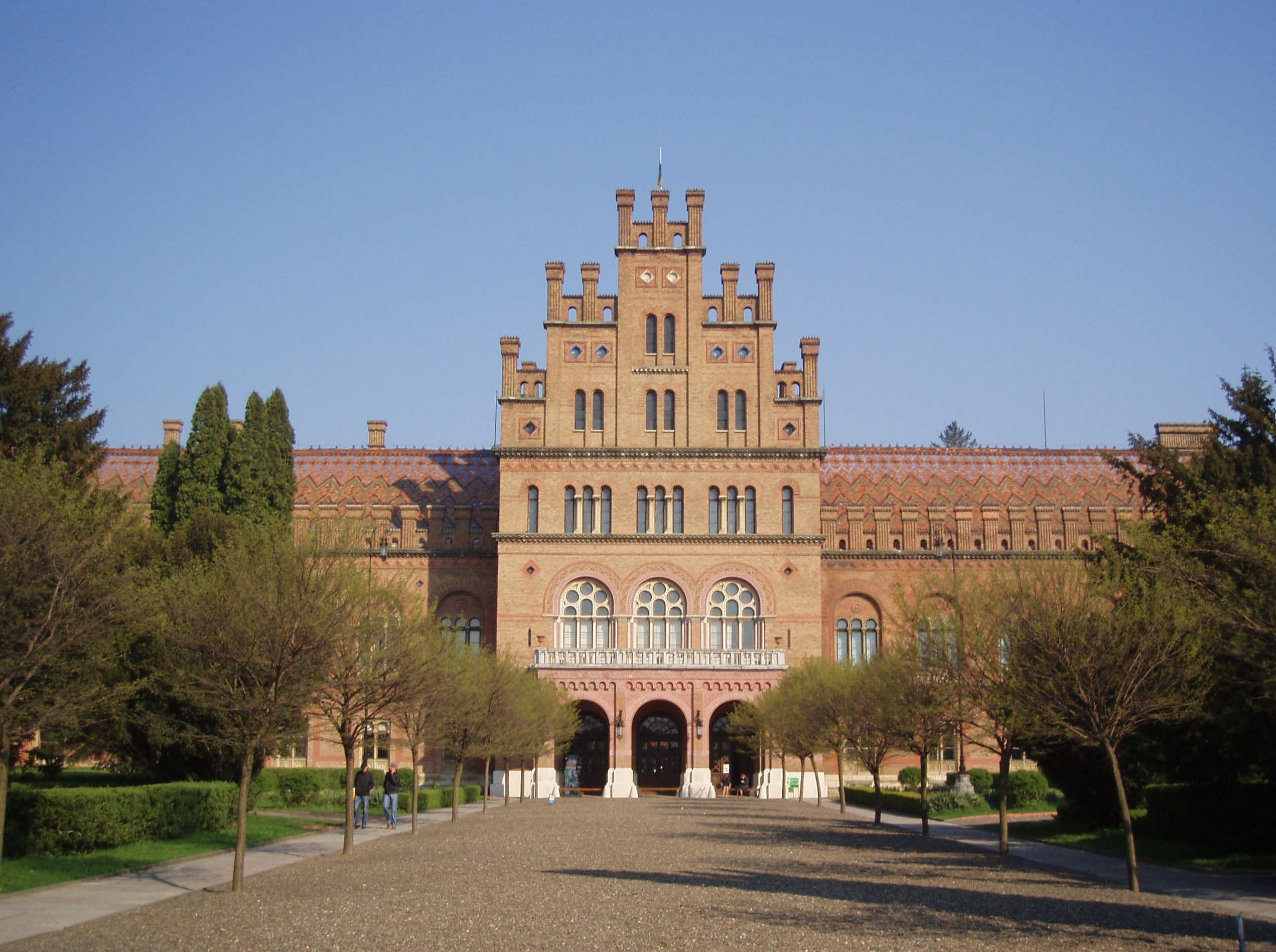
Universitatea din Cernăuți
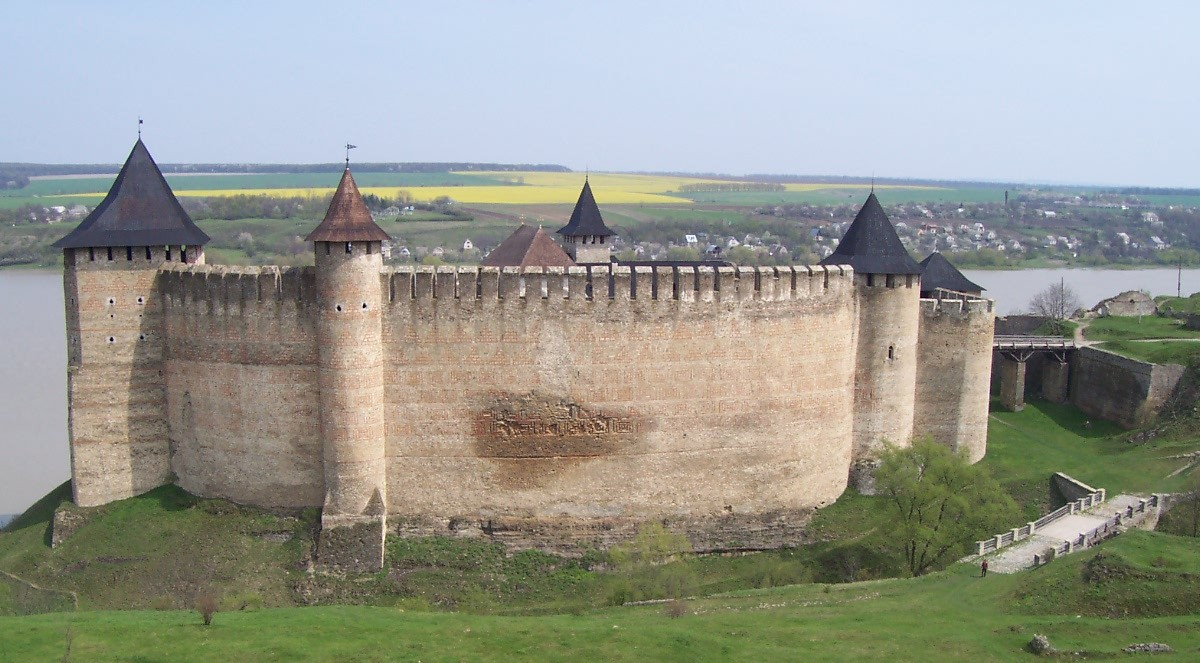
Cetatea Hotinului